# Blas Pico
Blas José Pico (Buenos Aires, Virreinato del Río de la Plata, 1783 - Buenos Aires, Argentina, 1868) fue un militar argentino que participó en las guerra de la independencia y en las guerras civiles de su país.

## Biografía
Participó en las acciones contra las Invasiones Inglesas. Desde 1808, fue el comandante de la frontera de Luján y de su partido, con el grado de capitán de Blandengues.
En 1811 fue enviado a la Banda Oriental, donde combatió en la batalla de Las Piedras y participó del sitio de Montevideo, alcanzando el grado de teniente coronel por sus méritos en la batalla del Cerrito.
Fue gobernador de la provincia de Entre Ríos en 1814 y venció al caudillo artiguista Blas Basualdo en el combate de Belén. Pero a las pocas semanas ya era atacado desde todos los frentes por los federales. Logró que enviaran en su ayuda al coronel Eduardo Kaunitz de Holmberg, pero uno de los caudillos, Eusebio Hereñú, logró una importante victoria sobre Pico en La Bajada. Eso le valió a Hereñú el prestigio de caudillo general de la provincia, mientras Pico tuvo que huir a Santa Fe.
En 1816, es decir, después de la derrota de Sipe Sipe, se incorporó al Ejército del Norte y luchó contra los federales de Santa Fe, sin ningún papel especialmente lucido. En el motín de Arequito fue arrestado por orden de Juan Bautista Bustos; poco después regresó a Buenos Aires. Tuvo un papel secundario en los desórdenes políticos y militares conocidos como la Anarquía del Año XX. A fines del mismo, organizó un regimiento de infantería, con el número 1, heredero en algunos sentidos del de Patricios; pero al mes siguiente dejó el mando: fue su último cargo militar.
Fue nombrado jefe de policía de Buenos Aires en 1820. Apoyó la revolución de Juan Lavalle en 1828, y este lo nombró inspector de armas de la provincia. Dirigió una salida de Buenos Aires, bloqueada por las fuerzas de Juan Manuel de Rosas, pero los soldados de este se limitaron a esquivarlo e impedirle reunir provisiones. Volvió a ser jefe de policía con los gobernadores Juan José Viamonte y Manuel Vicente Maza. Tuvo problemas con Rosas, pero no fue obligado a emigrar.
Pocos días después de la batalla de Caseros, en 1852, fue nombrado nuevamente jefe de policía. En 1861 fue elegido diputado nacional, pero fue uno de los porteños a quienes el Congreso de Paraná rechazó sus poderes. En 1868 fue elegido senador nacional, pero no llegó a asumir.
Falleció en Buenos Aires en 1868.